# Dreibergen (Naturschutzgebiet)
Dreibergen ist der Name eines Naturschutzgebietes in der niedersächsischen Gemeinde Bad Zwischenahn im Landkreis Ammerland.
Das Naturschutzgebiet mit dem Kennzeichen NSG WE 081 ist 2 Hektar groß. Es liegt am Nordufer des Zwischenahner Meeres in der Ortschaft Dreibergen und stellt drei Hügel unter Schutz, die mit alten Bäumen bewaldet sind.
Zum Zeitpunkt der Unterschutzstellung des Gebietes wurde angenommen, dass es sich bei den Hügeln um vorgeschichtliche Grabhügel handeln könnte. Spätere Ausgrabungen des Archäologen Dieter Zoller ergaben, dass es sich um frühere Burghügel handelt, auf denen Mitte des 12. Jahrhunderts eine Burganlage der Grafen von Elmendorf, die Burg Elmendorf, gestanden hat.
Das Gebiet steht seit dem 25. Januar 1943 unter Naturschutz. Zuständige untere Naturschutzbehörde ist der Landkreis Ammerland.